# Kot i kanarek (film 1927)
Kot i kanarek (ang. The Cat and the Canary) – amerykański niemy film grozy z 1927 roku. Adaptacja sztuki Johna Willarda.

## Treść
W starym zamku zebrali się krewni zmarłego milionera, w celu odczytania testamentu. Zgodnie z wolą zmarłego jego majątek ma przypaść pięknej Annabelli West. Jeśli jednak okaże się ona chora psychicznie, majątek przejmie osoba wskazana w kopercie, zdeponowanej u notariusza Crosbiego. Niestety notariusz znika w tajemniczych okolicznościach a w zamku zaczynają się dziać dziwne rzeczy...

## Obsada
- Flora Finch – Ciotka
- Creighton Hale – Paul Jones
- Tully Marshall – Roger Crosby
- Forrest Stanley – Charles Wilder
- Gertrude Astor – Cecily Young
- Laura La Plante – Annabelle West
- Lucien Littlefield – Dr Ira Lazar
- Martha Mattox – Mammy Pleasant
- Arthur Edmund Carewe – Harry Blythe